# Sarah Ho

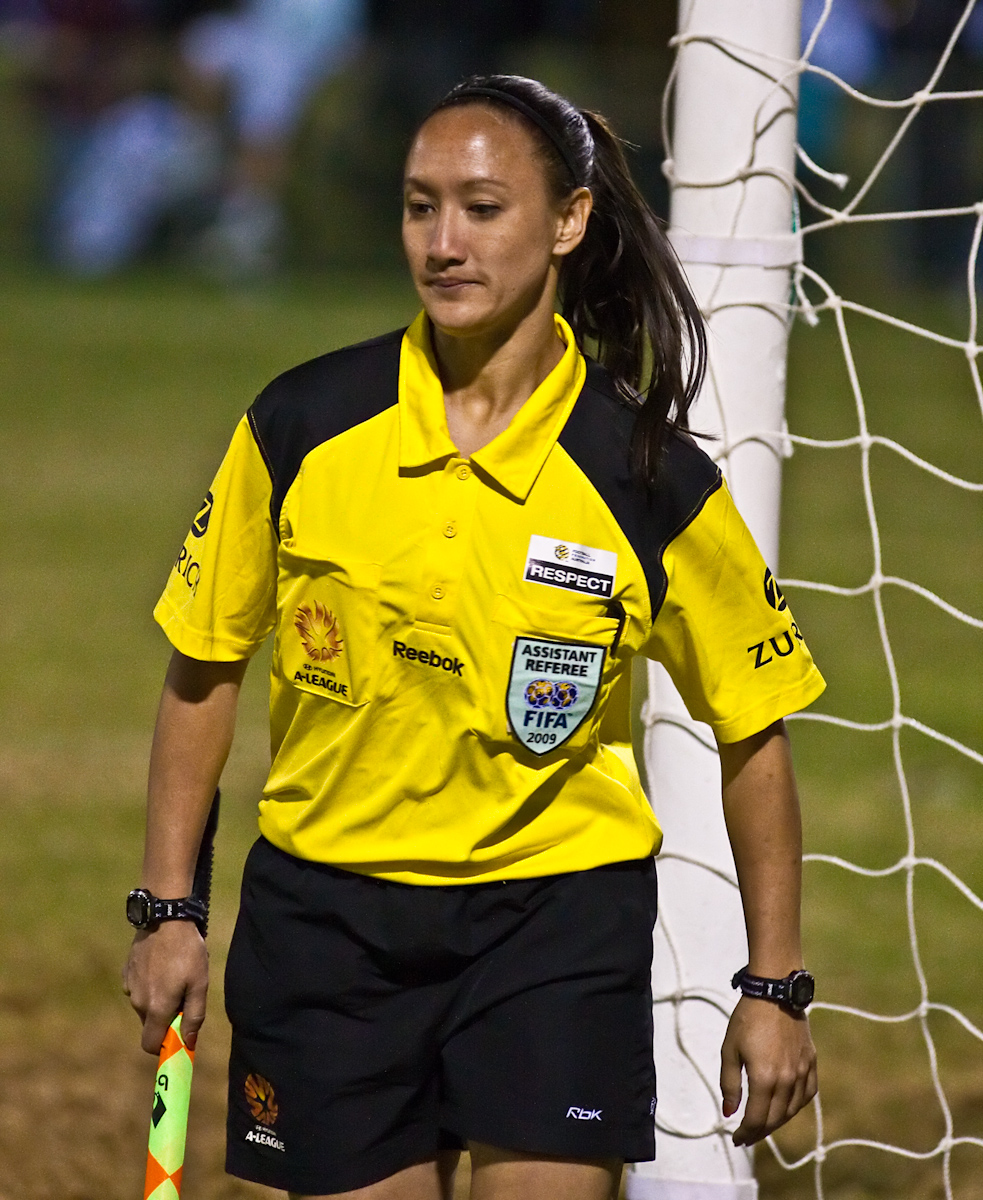
Sarah Ho (2009)

Sarah May Yee Ho (* 28. Oktober 1978) ist eine australische Fußballschiedsrichterassistentin.
Ho ist seit vielen Jahren Schiedsrichterassistentin in der A-League Women. Seit der Saison 2007/08 wird sie auch regelmäßig in der A-League Men eingesetzt.
Seit 2004 steht sie auf der Liste der FIFA-Schiedsrichter und leitet internationale Fußballpartien.
Ho war als Schiedsrichterassistentin bei der Weltmeisterschaft 2007 in China (3 Spiele, im Team von Tammy Ogston), bei der Weltmeisterschaft 2011 in Deutschland (2 Spiele, im Team von Jacqui Melksham) und bei der Weltmeisterschaft 2015 in Kanada (1 Spiel, im Team von Rita Gani) sowie beim olympischen Fußballturnier 2008 in Peking und beim olympischen Fußballturnier 2012 in London im Einsatz.
Zudem wurde Ho bei der U-20-Weltmeisterschaft 2016 in Papua-Neuguinea und (als Videoschiedsrichterin) bei der U-20-Weltmeisterschaft 2022 in Costa Rica eingesetzt.